# Barbra Joan Streisand
Barbra Joan Streisand ist ein Musikalbum von Barbra Streisand.

## Geschichte
Mit dem Album Barbra Joan Streisand stellte Barbra Streisand bereits das zweite Album im Jahr 1971 vor. Barbra Streisand nähert sich hier der aktuellen Popmusik an und interpretierte drei Songs von Carole King, die im gleichen Jahr ihr Debütalbum Tapestry erfolgreich vorgestellt hatte. Ebenso aktuelle Songs sind zwei Lieder von John Lennon von der 1970 erschienenen LP John Lennon/Plastic Ono Band, die durchaus als Rarität im Repertoire von Barbra Streisand zu bezeichnen sind. Neben diesen Songs befinden sich auf dieser LP die bewährten Standardinterpretationen. Als herausragendes Beispiel dürfte hier das Medley aus One Less Bell to Answer und A House is Not a Home gelten. Bei dieser Aufnahme singt Barbra Streisand ein Duett mit sich selbst und verknüpft beide Lieder zu einem ganzen.
Das Album erreichte als höchste Platzierung in den USA den elften Platz der Albumhitparade und wurde wie jedes Album von Streisand mit einer „Goldenen Schallplatte“ ausgezeichnet. Selten hatte Barbra Streisand dagegen Erfolg mit Singleauskopplungen. Where You Lead von Carole King erreichte in ihrer Interpretation immerhin den 40. Platz der Popsingles-Charts.

## Titelliste

### Seite A
1. Beautiful (Carole King) – 2:15
2. Love (John Lennon) – 3:06
3. Where You Lead (King, Toni Stern) – 2:58
4. I Never Meant to Hurt You (Laura Nyro) – 3:51
5. Medley: One Less Bell to Answer/A House Is Not a Home (Burt Bacharach, Hal David) – 6:33

### Seite B
1. Space Captain (Matthew Moore) – 3:22
2. Since I Fell for You (Buddy Johnson) – 3:27
3. Mother (Lennon) – 4:40
4. The Summer Knows (Michel Legrand, Marilyn Bergman, Alan Bergman) – 3:43
5. I Mean to Shine (Donald Fagen, Walter Becker) – 2:55
6. You’ve Got a Friend (King) – 4:54